# Neurônio cinórrodo
Neurônio cinórrodo é um neurônio com atividade antigabaérgica. É semelhante a um feixe denso e espesso, e se encontra na camada superior do córtex. Ele está presente em humanos, mas parece estar ausente em camundongos.
Os neurônios cinórrodos parecem constituir apenas 10% a 15% dos neurônios inibitórios na primeira camada do córtex e provavelmente ainda mais escassos em outros lugares.